# Feuille nasale
La feuille nasale est un type d'appendice nasal présent chez certains microchiroptères, appartenant aux familles des Furipteridae, des Hipposideridae, des Megadermatidae, des Nycteridae, des Phyllostomidae et des Rhinolophidae. Seul Pharotis imogene et le genre Nyctophilus ont une feuille nasale (plutôt rudimentaire) chez les Vespertilionidae. Elle doit son nom à ses appendices foliacés caractéristiques. Cette structure constituée de replis de la peau, située au dessus de la lèvre supérieure, est insérée autour des narines et a des côtés libres qui recouvrent la peau dotée de fourrure. À son extrémité supérieure, elle s'affine en forme de pointe et à sa base est présent la selle, un lobe implanté à angle droit par rapport à son plan général. Cette pointe verticale n'est pas représentée chez toutes les espèces. La surface et les bords de la feuille nasale présentent de nombreux replis et des indentations.
En plus d'avoir une morphologie faciale différente des autres familles de chauves-souris, les espèces dotées de cette structure ont en conséquence un système sonar modifié. Les impulsions ultrasonores sont émises par les narines et la feuille nasale permet la concentration de ces ultrasons en un faisceau qui est projeté en différentes directions par les mouvements de la tête, ce qui permet de réduire les perturbations de l’environnement. La longueur des impulsions et leur structure sont telles que ces chauves-souris utilisent l'effet Doppler dans leur écholocalisation. Chez les Phyllostomidae, la forme de la feuille s'avère plus liée au régime alimentaire qu'au type de signaux.

Exemples d'espèces de chauves-souris ayant une feuille nasale :
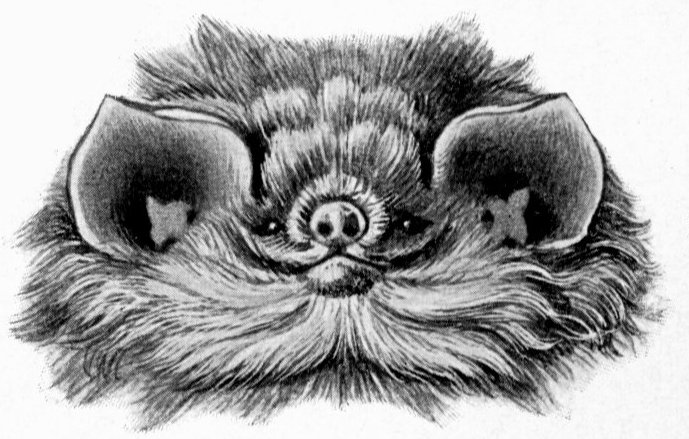
Furipterus horrens, un Furipteridae.
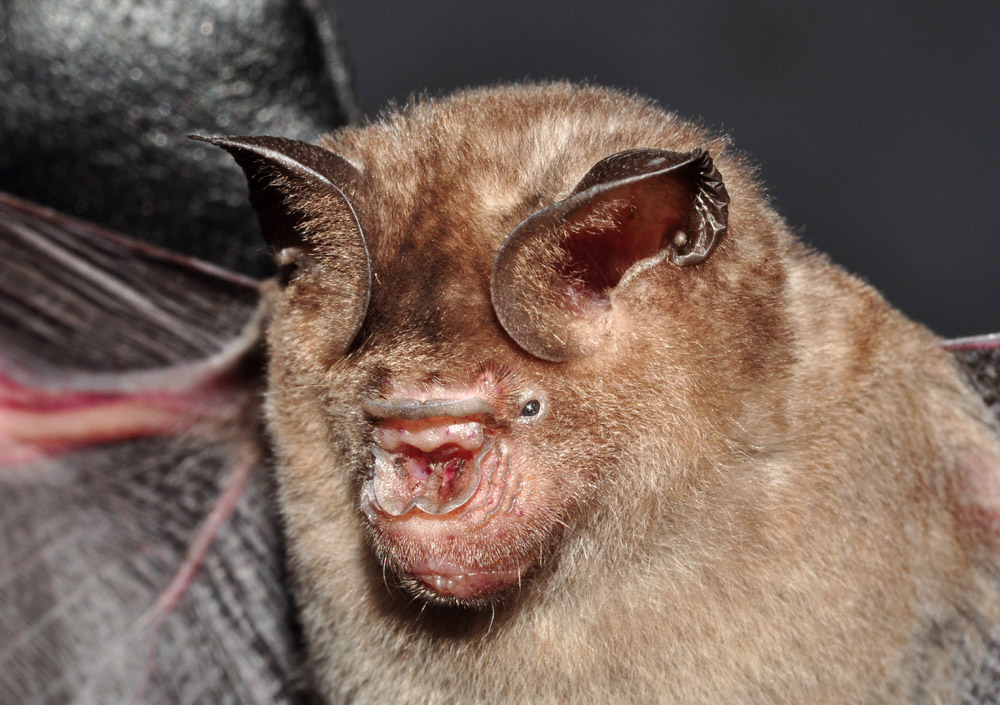
Hipposideros speoris (en), un Hipposideridae.
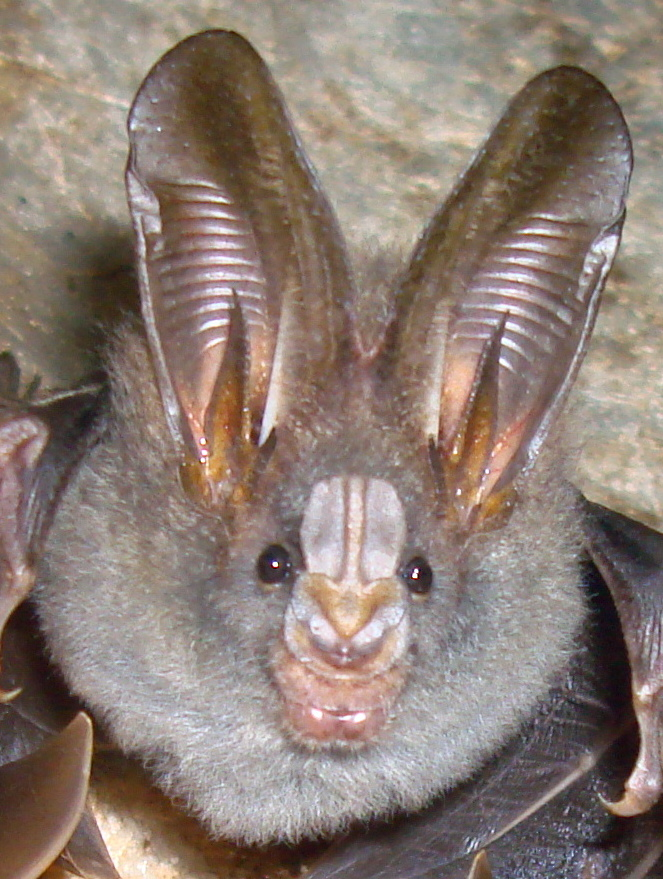
Le Mégaderme spasma (en) (Megaderma spasma), un Megadermatidae.
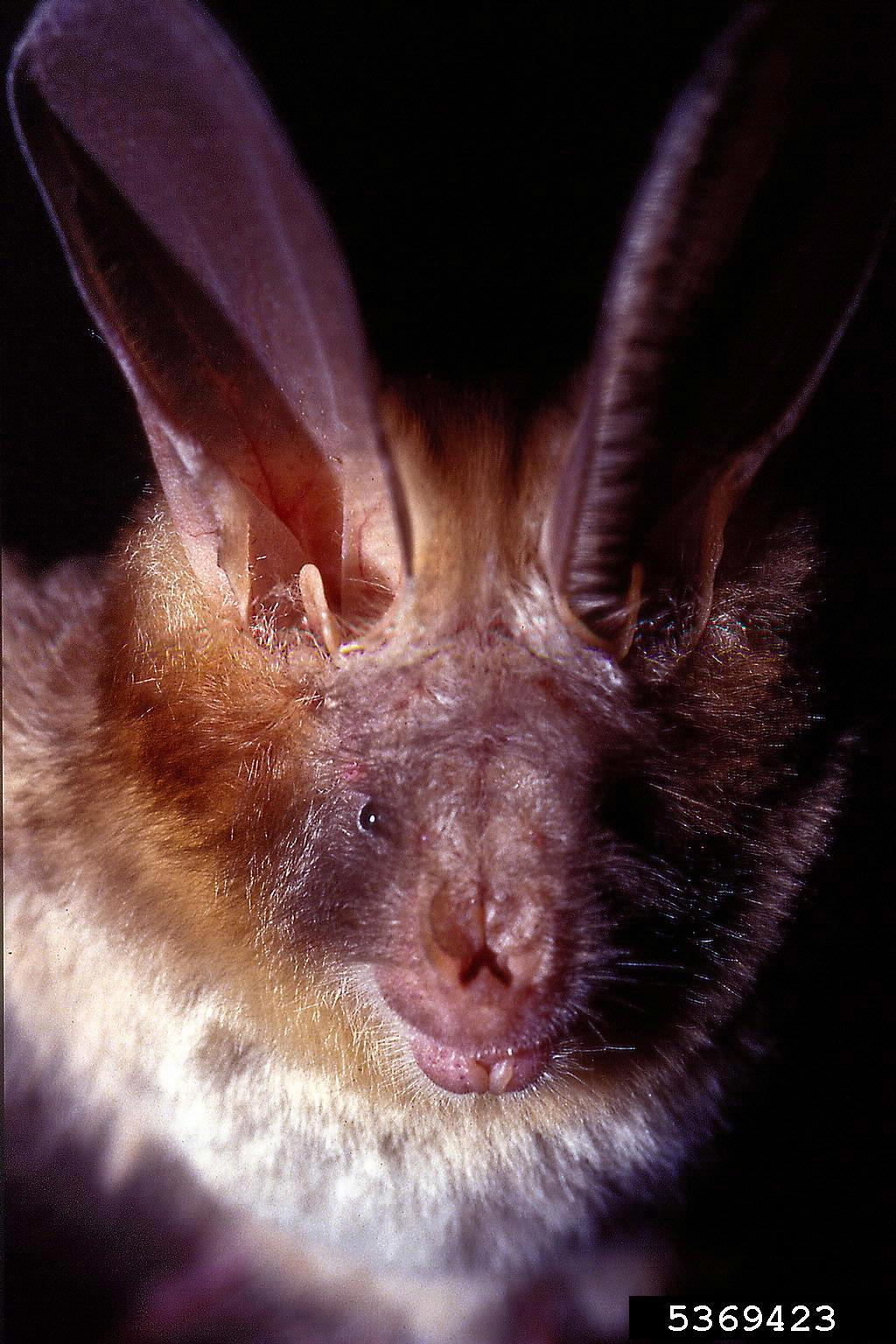
Le Nyctère de Thébaïde (en) (Nycteris thebaica), un Nycteridae.
Le Vampire commun (Desmodus rotundus), un Phyllostomidae.
Le Petit Rhinolophe (Rhinolophus hipposideros), un Rhinolophidae.
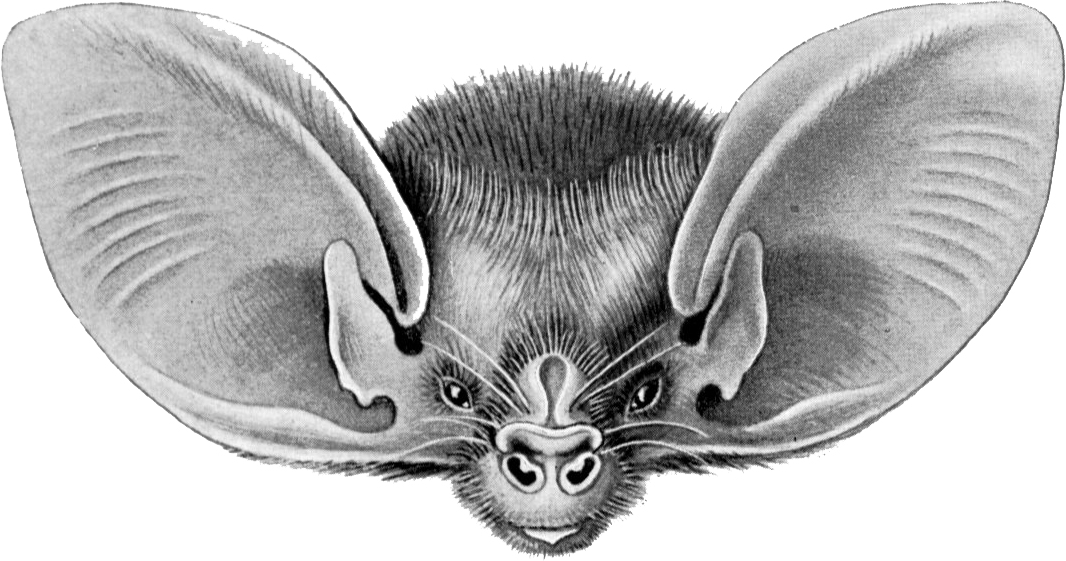
Le Nyctophile de Geoffroy (en) (Nyctophilus geoffroyi), un Vespertilionidae.